# Villa Le Lac
La villa Le Lac es una villa construida por Le Corbusier para sus padres en 1923 en Corseaux, cerca de Vevey, en el cantón de Vaud, en Suiza. En 2016, la vivienda fue incluida en la lista del Patrimonio de la Humanidad de la Unesco, junto con otras 16 obras arquitectónicas de Le Corbusier. 

## Historia
Tras varios meses de búsqueda, en 1923 Le Corbusier finalmente localizó un terreno donde construir su proyecto, cuyos planos ya había elaborado previamente. La villa o pequeña máquina de habitar se ubicó frente al lago Lemán, en una única planta de 64 metros cuadrados de superficie. En su fachada principal, de 16 metros de longitud, el arquitecto dispuso una abertura con una ventana de 11 metros.
Tras sus primeras experiencias, concretadas principalmente en la villa Jeanneret-Perret en La Chaux-de-Fonds, la pequeña vivienda de Vevey marcó una nueva etapa, anticipando a la villa Savoye. En la villa Le Lac, Le Corbusier experimentó tres de sus cinco puntos de la arquitectura moderna: la planta libre, la ventana corrida en horizontal y la cubierta-jardín.
La villa se construyó entre los años 1923 y 1924. En 1962 fue nombrada Monumento histórico. En 1971, la Fundación Le Corbusier se convirtió en propietaria de la villa, y en 1984 se abrió al público. En 2010 se transformó en museo y en 2012 comenzó su restauración, que se prolongó hasta 2015. Desde 2016 forma parte de la lista del Patrimonio de la Humanidad de la Unesco.

## Descripción
Con el fin de responder a un programa sobrio para «dos personas solas, sin empleados domésticos», el arquitecto organizó las estancias en un espacio restringido y delimitado estrictamente por la parcela de terreno y su posición entre el camino y el lago. La planta está compuesta por siete módulos rectangulares de 4 metros por 2,70 metros. Proporcionalmente, el jardín corresponde igualmente a un módulo. La vivienda consta de un vestíbulo, una sala de estar (un espacio de trabajo para su madre, profesora de piano), un dormitorio, una habitación de invitados modulable, un baño, un ropero, una cocina, otro baño, un aseo y la sala de la calefacción. La intención de Le Corbusier fue la de dar forma a una serie de «funciones precisas con las dimensiones específicas que pueden alcanzar un mínimo útil: una máquina económica y eficiente que logra una contigüidad efectiva».
El jardín de la villa es un espacio cerrado, rodeado por un muro en tres de sus lados y que limita con la vivienda, la cual cierra el cuarto lado. El paramento perimetral acota la vista hacia el paisaje mientras que el jardín actúa como un contrapunto a la casa. Esta se percibe como un prisma horizontal con una abertura de 11 metros que permite la entrada de la luz solar del sur. Sin embargo, el muro del jardín está perforado con un único hueco, una réplica a pequeña escala de la ventana de la villa, el cual encuardra el paisaje e impone una visión circunscrita y organizada. Las paredes norte, este y sur encierran el pequeño jardín y definen su espacio: una sala de vegetación y un interior.
Los padres de Le Corbusier se instalaron en la villa Le Lac en 1924. El padre, Georges-Édouard Jeanneret, solo vivió allí un año. La madre, Marie-Charlotte-Amélie Jeanneret, la habitó hasta su muerte en 1960 a los cien años. Albert Jeanneret, músico y hermano del arquitecto, vivió allí hasta 1973. Actualmente, la villa está inscrita como Bien cultural suizo de importancia nacional.
|                                                                                           |
| La villa Le Lac, en primer plano a la derecha, entre el lago Lemán y las viñas de Lavaux. |

|                                |
| Vista general desde el camino. |

|                                          |
| La abertura en el muro de la sala verde. |

|                                                                                 |
| La ventana horizontal corrida de 11 metros, anticipo de las de la villa Savoye. |

|                                                   |
| Vista desde el jardín hacia el porche de la casa. |

## Clasificación de la Unesco
Diversos proyectos construidos por Le Corbusier, entre ellos la villa Le Lac, fueron propuestos como Patrimonio de la Humanidad por la Unesco. Esta candidatura fue rechazada en 2009 y posteriormente en 2011, debido a que se trataba de una lista demasiado larga y por la ausencia del proyecto de Chandigarh en la India. A finales de enero de 2015 se presentó un nuevo dosier de solicitud que tenía en cuenta las diversas observaciones y se propuso en la 40.ª sesión del Comité del Patrimonio Mundial, que se celebró en Estambul (Turquía) del 10 al 17 de julio de 2016. El conjunto fue finalmente aceptado el 17 de julio de 2016.